# Mankayane
Mankayane ist eine Stadt in der Region Manzini in Eswatini. Die Kleinstadt ist Sitz des Chiefdom von Velezizweni.

## Geographie
In der Umgebung befinden sich ausgedehnte Wälder des High Veld. Rund um Mankayane findet vor allem traditioneller Ackerbau auf kleinräumigen Parzellen statt. Ein Teil des Landes wird bewässert, zum Beispiel rund um die Siedlung Ntamakuphila.
Im Westen und Süden von Mankayane befinden sich größere Gebiete von Swazi Nation Land (SNL). Diese Gebiete sind „Stammesland“, das heißt, sie werden nach traditionellem Brauch vom Stammesführer an Männer vergeben, die damit ihre Familien ernähren. Im Gegenzug müssen sie dem Häuptling „Khonta geben“ (Loyalität beweisen). Das Land gehört keiner Person, sondern die einzelnen Menschen haben nur Nießbrauch-Rechte.
Im Norden gibt es Aufforstungen auf „Individually Tenured Land“ (ITL). Diese Areale, die fast 50 % der Fläche des Landes einnehmen, wurden in der Kolonialzeit eingerichtet. Sie sind Privatland. Ursprünglich gehörten sie britischen oder burischen Farmern, werden aber zunehmend auch von Einheimischen in Besitz genommen.
Im Osten erstreckt sich das Ngwempisi Wilderness Area am Ngwempisi-Fluss, zu dem auch der Mtimane River hin entwässert, dessen Quellbäche in den Hügeln um Mankayane entspringen.
Die MR 4 durchzieht den Ort von Süden nach Norden. Sie bildet den Anschluss an die MR 18 im Norden und nach Mgazini im Süden.
Die höchsten Berge in der Umgebung sind der Malobo Kop (1207 m, ⊙) im Norden und der Landwado Kop (1288 m, ⊙) im Osten.